# Eikenbuitenlobgalmug
De eikenbuitenlobgalmug (Macrodiplosis pustularis) is een muggensoort uit de familie van de galmuggen (Cecidomyiidae). De wetenschappelijke naam van de soort werd in 1847 als Cecidomyia pustularis gepubliceerd door Johann Jacob Bremi-Wolf.